# Carlisle Island
Carlisle Island è un'isola che fa parte delle Cumberland Islands. È situata nel mar dei Coralli al largo della costa centrale del Queensland, in Australia, a nord della città di Mackay. L'isola si trova affiancata a nord-est di Brampton Island.
L'isola fa parte del Brampton Islands National Park.

## Storia
Identificata come parte delle "Cumberland Isles Group" dal capitano James Cook nel 1770. L'isola di Carlisle assieme a Brampton Island fu designata con la sigla "M" dal tenente Matthew Flinders, a bordo della HMS Investigator nel 1802. Fu chiamata Carlisle Island nel 1879 dall'ispettore marittimo dell'ammiragliato E. P. Bedwell  che chiamò ogni isola del gruppo come le città nel distretto dei laghi del Cumberland, in Inghilterra.